# کولتایکو، شیلی
کولتایکو، شیلی (به اسپانیایی: Coltauco) یک سکونتگاه مسکونی در شیلی است که در Cachapoal Province واقع شده‌است.

## خصوصیات
کولتایکو ۲۲۴٫۷ کیلومترمربع مساحت و ۱۷٬۹۱۸ نفر جمعیت دارد و ۲۴۴ متر بالاتر از سطح دریا واقع شده‌است.